# 化学剤検知器
化学剤検知器（かがくざいけんちき）は、陸上自衛隊の装備。形式は「AP2C」ガス検知器2型の後継として中隊などに配備される。

## 特徴
充電式バッテリーと小型の水素カートリッジを使用してG剤やV剤、マスタード(HD)の検知・識別が行え、濃度を5段階でモニター表示することができる。また、スピーカーも取り付け可能であるが、スピーカーを取り付けなくても使用可能である。空気中の浮遊物質だけでなく、車両などに付着した物質を採取するための機材も付属している。本体および付着物質検知機材はOD色をしており、野戦時の非視認性を高めている。これらの機材は黒のプラスチックケースにすべて収納できるようになっている。

## 諸元
- 重量：約2kg

## 製作
プロアンジャン (フランス)